# Parco nazionale di Repovesi
Il parco nazionale di Repovesi (in finlandese: Repoveden kansallispuisto) è un parco nazionale della Finlandia, nelle province della Finlandia orientale e della Finlandia meridionale. È stato istituito nel 2003 e occupa una superficie di 15 km².